# Margarosticha australis
Margarosticha australis là một loài bướm đêm trong họ Crambidae.